# Omae no Namida wo Ore ni Kure
Singles de Yuki Maeda
Nishi Shinjuku de Atta Hito
(2004) Ai Ai Daiko 
(2007)
 Omae no Namida wo Ore ni Kure  (お前の涙を俺にくれ) est le septième single de Yuki Maeda, sorti le 26 juillet 2006 au Japon sous le label Rice Music, deux ans après le précédent single de la chanteuse, Nishi Shinjuku de Atta Hito. Étant un disque de genre musical enka apprécié des plus âgés, il sort aux formats maxi-CD (12 cm) et cassette audio. 
La chanson-titre figurera d'abord sur la compilation de fin d'année du Hello! Project Petit Best 7, puis trois ans plus tard sur la compilation des singles de la chanteuse, Maeda Yuki Zenkyoku Shū ~Kenchana~ de 2009. La chanson en "face B", Kaze Kaikyō, figurera aussi sur cette dernière. Le clip vidéo de la chanson-titre figurera sur la version DVD du Petit Best 7.

## Liste des titres
1. Omae no Namida wo Ore ni Kure  (お前の涙を俺にくれ?)
2. Kaze Kaikyō  (風海峡?)
3. Omae no Namida wo Ore ni Kure (Original Karaoke)  (... オリジナル・カラオケ?)
4. Kaze Kaikyō (Original Karaoke)  (... オリジナル・カラオケ?)